# Sandro Régis
 Sandro de Oliveira Régis  (Salvador, 22 de dezembro de 1972), mais conhecido como Sandro Régis, é um político brasileiro. Atualmente exerce seu mandato de deputado estadual pelo estado da Bahia desde 1 de fevereiro de 2003.